# Guiauto ilustrado
Guiauto ilustrado : automobilismo, sports mecanicos, turismo publicou-se no Porto em 1929 como noticiário automobilístico nacional e internacional, no qual o automobilismo e motociclismo são as modalidades exploradas, bem como a mecânica associada às mesmas e os profissionais do ramo, e  procura, também, valorizar o turismo enquanto atividade propagadora da industria automobilista. Considerada revista de qualidade, apresenta-se profusamente ilustrada e conta com a colaboração de individualidades ligadas ao meio, entre as quais Albano Rodrigues Pinheiro o seu proprietário e administrador.